# 아라비스탄
아라비아는 아케메네스 제국과 아라비스탄이라는 이름으로 사산 제국의 사트라피였다. 
아케메네스 아라비아는 이집트와 메소포타미아 사이의 지역에 해당한다. 헤로도투스에 따르면 캄비세스는 기원전 525년 이집트를 공격할 때, 아랍을 굴복시키지 않았다. 그의 후계자 다리우스 대왕은 그의 치세의 첫해에서 베히스툰 비문내의 아랍을 언급하지 않았다. 그러나 후의 문헌에 그들을 언급하였다. 이것은 다리우스가 아라비아의 이 부분을 정복하였음을 나타낸다. 